# Bulbophyllum elegantulum
Bulbophyllum elegantulum là một loài phong lan thuộc chi Bulbophyllum.